# Tiaprid
Tiaprid (N-2-(Diethylaminoethyl)-5-methylsulfonyl-2-methoxybenzamid) ist ein Antihyperkinetikum mit einer Plasmahalbwertszeit von 2,9 bis 3,6 Stunden. Es zählt zu den typischen Neuroleptika. Von der Wirkung und der Struktur her hat Tiaprid große Ähnlichkeit mit Sulpirid. Der Wirkstoff wird üblicherweise als Hydrochlorid verwendet.

## Wirkungsweise
Tiaprid wirkt als Antagonist an Dopamin-Rezeptoren.
Es wird eingesetzt bei zwanghaften Bewegungsstörungen:
- zur Behandlung der Tics beim Tourette-Syndrom,
- bei Dyskinesien z. B. bei der Chorea,
- und – obgleich selbst ein Neuroleptikum – bei den durch andere Neuroleptika verursachten Bewegungsstörungen, wie Akathisie und Dyskinesien (z. B. das von Haloperidol ausgelöste „Trippeln“).
- ebenfalls kann Tiaprid als Antiemetikum eingesetzt werden[1]

Auch in der Behandlung des Alkoholentzugs spielt es eine Rolle, ebenso wird von einer schwachen antidepressiven Wirkung berichtet.

## Handelsnamen
Tiaprid ist in Deutschland, Österreich und der Schweiz als Generikum sowie in Österreich unter dem Namen Delpral im Handel erhältlich.